# Hradčany (kraj ołomuniecki)
Hradčany – miejscowość i gmina (obec) w Czechach, w kraju ołomunieckim, w powiecie Przerów. W 2022 roku liczyła 316 mieszkańców.